# O Zurrague Político das Cortes Novas
O Zurrague Político das Cortes Novas foi um periódico publicado em Londres, na Inglaterra, integrante da corrente jornalística conhecida como os jornais de Londres.
Editado por José Anselmo Corrêa Henriques (editor do Argus em 1809), circulou a partir de 20 de março de 1821. Apresentava linha editorial absolutista, sendo severamente criticado pelos seus concorrentes:
"...produção bastarda que inclui em si tudo quanto há de mais miserável no estilo e na gramática, assim como tudo quanto há de mais vil, grosseiro e desprezível em indecência e personalidade." (José Liberato Freire de Carvalho, in: O Campeão Portuguez, vol. 4, p. 128)
"O jornal parece redigido por um moço de estrebaria, pois é tão indecente e tão fora de todos os eixos que bem podemos afirmar nunca o prelo caiu depois que há imprensa sobre outra igual composição." (João Bernardo da Rocha Loureiro, in: O Portuguez, t. 12, p. 146).